# 9873 Freundlich
A 9873 Freundlich (ideiglenes jelöléssel 1992 GH) egy kisbolygó a Naprendszerben. Robert H. McNaught fedezte fel 1992. április 9-én.